# Hyposoter lymantriae
Hyposoter lymantriae là một loài tò vò trong họ Ichneumonidae.